# Callhyccoda viriditrina
Callhyccoda viriditrina är en fjärilsart som beskrevs av Emilio Berio 1935. Callhyccoda viriditrina ingår i släktet Callhyccoda och familjen nattflyn. Inga underarter finns listade i Catalogue of Life.